# Christine Lazerges
Christine Lazerges, née Rothé le 21 novembre 1943 à Clermont-Ferrand, est une femme politique française, professeure de droit privé et sciences criminelles à l'Université Panthéon-Sorbonne. Elle est l'ancienne présidente de la Commission nationale consultative des droits de l'homme (CNCDH), l'Institution de protection et de promotion des droits de l'homme française accréditée par les Nations unies.

## Biographie
Christine Rothé est née dans une famille protestante. Elle a fait du scoutisme au sein de la Fédération française des éclaireuses. Elle est mariée à Roland Lazerges, ingénieur général des ponts, des eaux et des forêts. De leur union sont nés quatre enfants : Laurence, Cyril, Romaric, Erwan. Elle partage sa vie entre Montpellier et Paris.

### Diplômes
- Agrégée des facultés de droit (Droit privé et sciences criminelles) 1975.
- Docteur en droit, Thèse : La Cour d’assises des mineurs et son fonctionnement, étude juridique et sociologique, LGDJ, 1972.
- DES de droit pénal et de sciences criminelles (Faculté de droit de Paris, 1967)
- DES de droit privé fondamental (Université Paris II Panthéon-Assas, 1969)
- Licence ès Lettres (Certificats de psychologie et de sociologie, universités de Strasbourg et de Paris IV 1965-1969).
- Maîtrise en droit (Université de Strasbourg, 1966)

### Carrière universitaire
- Assistante à la Faculté de droit de Paris puis à l’Université Paris II Panthéon-Assas de 1967 à 1971.
- Chargée de cours puis maître de conférences à l’Université de Pau et des pays de l’Adour de 1971 à 1974
- Professeure à l’Université nationale de Côte d’Ivoire de 1975 à 1979
- Professeure à l’Université de Montpellier 1 (Faculté de Droit) de 1979 à 2003; directrice de l’Équipe de recherche sur la politique criminelle (ERPC) de 1983 à 2003.
- Conseillère pédagogique auprès du directeur des enseignements supérieurs de 1993 à 1996
- Membre du CNU, section 01 de 1992 à 1997
- Professeure à l’Université Paris 1 Panthéon-Sorbonne de 2003 à 2012
- Directrice de l’École doctorale de droit comparé de 2005 à 2012
- Professeure émérite de l’Université Paris 1 Panthéon-Sorbonne depuis septembre 2012.
- Rédactrice en chef de la Revue Archives de politique criminelle (Pedone) depuis 1983 à la suite de Marc Ancel.

En février 2016, elle est nommée membre du conseil scientifique de la Délégation interministérielle à la lutte contre le racisme et l'antisémitisme (DILCRA), présidé par Dominique Schnapper.

### Carrière politique
Christine Lazerges a commencé sa carrière politique comme conseillère municipale puis ajointe au maire de Montpellier chargée de l'enfance, de l'insertion des jeunes et de la prévention de la délinquance (1983-2001). Élue députée du Parti socialiste (PS) de la 3e circonscription de l'Hérault du 1er juin 1997 au 18 juin 2002, militante du non-cumul des mandats elle renonce à son mandat d'adjointe au maire à Montpellier. Christine Lazerges a été, dans le cadre de son mandat de députée, vice-présidente de la commission des lois, puis première vice-présidente de l'Assemblée nationale en remplacement de Raymond Forni élu président de l’Assemblée nationale. 
Christine Lazerges est plusieurs fois rapporteure sur des questions sociales. Elle publie un rapport au premier ministre avec Jean-Pierre Balduyck : Réponses à la délinquance des mineurs. Elle est rapporteure de la loi du 15 juin 2000 renforçant la protection de la présomption d’innocence et les droits des victimes, puis  présidente de la mission d’information sur les formes nouvelles de l’esclavage en France, et publie un rapport pour l'Assemblée nationale: L’esclavage aujourd’hui en France, 2001, n°3459.
Lors de l'élection régionale de 2010 en Languedoc-Roussillon, elle est candidate en deuxième position sur la liste gardoise du PS, emmenée par Patrice Prat.
Anciens mandats
- conseillère municipale de Montpellier de 1983 à 2001 (adjointe au maire de 1989 à 1997)
- députée de l'Hérault de 1997 à 2002
- conseillère municipale de Castelnau-le-Lez de 2001 à 2008

### Responsabilités associatives
- Présidente-fondatrice (1983-1989) de l’Association départementale d’information et d’aide aux victimes de l’Hérault.
- Présidente-fondatrice (1985-1995) de l’Association régionale de criminologie du Languedoc-Roussillon.
- Présidente-fondatrice (depuis 2005) de l’Association départementale de prévention spécialisée de l’Hérault (45 éducateurs spécialisés en mission d’éducateurs de rue, intervenant dans six communes de l’Hérault)
- Présidente (2010-2013) du club « Droits, Justice et Sécurités », think tank juridique.
- Elle est membre de la Commission indépendante sur les abus sexuels dans l'Église présidée par Jean-Marc Sauvé, mise en place par la Conférence des évêques de France (CEF) et la Conférence des religieux et religieuses de France (Corref) en février 2019 et qui rend son rapport en octobre 2021[7].

### Prises de position
Le 14 juin 2013, à la Sorbonne, Christine Lazerges a ouvert la réunion fondatrice d'« Excision, parlons-en », elle était alors la présidente de la Commission nationale consultative des droits de l'homme. Dans une brève allocution, elle a déclaré qu'elle allait mentionner dans son prochain rapport au président de la république que les mutilations sexuelles féminines et masculines sont discriminatoires.  
En juillet 2017, à l'occasion d'un entretien accordé à Mediapart sur le projet de loi sur la sécurité intérieure et la lutte contre le terrorisme, Christine Lazerges prend position contre Emmanuel Macron, nouvellement élu, en estimant que si un jour l'extrême droite venait à accéder au pouvoir, celle-ci « n'aurait absolument rien à ajouter à ce texte ». Dans le même entretien, elle précise que « la France [serait] dans une situation extrêmement difficile en matière de libertés ».

## Publications
- Thèse : La Cour d'assises des mineurs et son fonctionnement. Etude sociologique et juridique, Paris, L.G.D.J. 1973.
- La politique criminelle, Que sais-je ? n° 2356, Paris, Presses universitaires de France, 1987.
- L'enseignement des sciences criminelles aujourd’hui, Paris, Erès, Collection « criminologie et sciences de l'homme », ouvrage collectif, sous la direction de Christine Lazerges, 1991.
- Atlas de la criminalité en France, en collaboration avec G.Camilleri, Paris, La Documentation française - 1992.
- « Le principe de la légalité des délits et des peines», in Libertés et droits fondamentaux, ouvrage collectif, 1re édition, Paris, Dalloz, 1995, , p.311 et s. et à partir de 2001 « La présomption d’innocence » p.601 et s. (19e édition, 2013).
- Réflexions sur le nouveau code pénal, ouvrage collectif sous la direction de Christine Lazerges, Pedone, 1995, « La participation criminelle », p.11 et s.
- Vers des principes directeurs internationaux de droit pénal, ouvrage collectif sous la direction de Mireille Delmas-Marty, « La traite des femmes et des enfants par le proxénétisme », Tome 1, p.157 et s., 1995. ARPE/Editions de la Maison des Sciences et de l’Homme de Paris.
- Les mécanismes de contrôle. Les contrôles sociétaux, ouvrage collectif sous la direction de Mireille Delmas-Marty, Tome IV, p. 253 et s., 1996. ARPE/Editions de la Maison des Sciences et de l’Homme de Paris.
- Les établissements pénitentiaires à gestion mixte à l’épreuve de l’observation, ouvrage collectif (ERPC, CDPC, EPRED, CRPC), Pedone, 1997.
- Réponses à la délinquance des mineurs en collaboration avec Jean-Pierre Balduyck, Rapport au Premier Ministre, La Documentation Française, 1998.
- Introduction à la politique criminelle, L’Harmattan, 2000, 2e édition, 2001.
- L’esclavage en France aujourd’hui, Rapport Assemblée nationale, 2001, n° 3459, Mission d’information sur les formes de l’esclavage aujourd’hui, Présidence Christine Lazerges.
- Figures du parquet, ouvrage collectif sous la direction de Christine Lazerges, Les voies du droit, PUF mars 2006.
- La place de la victime sur la scène pénale en Europe, ouvrage collectif sous la direction de Geneviève Giudicelli-Delage et Christine Lazerges, Les voies du droit, PUF 2008.
- La frénésie sécuritaire, ouvrage collectif sous la direction de Laurent Mucchielli, éditions La découverte, 2008. Traduction en anglais 2010.
- La dangerosité saisie par le droit pénal, ouvrage collectif sous la direction de Geneviève Giudicelli-Delage et Christine Lazerges, Les voies du droit, PUF, 2011.
- Manifeste pour la justice, ouvrage collectif sous la direction de Thomas Clay, Pierre Joxe, Christine Lazerges, Jean-Pierre Mignard, Club Droits, Justice et Sécurités, Cherche midi, 2012.
- La minorité à contre-sens, ouvrage collectif sous la direction de Geneviève Giudicelli-Delage et Christine Lazerges, Dalloz, 2014.
- Violences systémiques dans l'Église catholique. Apprendre des victimes, co-dir. avec Laëtitia Atlani-Duault & Joël Molinario, préface de Jean-Marc Sauvé, postface de Véronique Margron, éd. Lefebvre-Dalloz, 2023, 300 p.  (ISBN 9782247221240).

## Distinctions
- Médaille de la protection judiciaire de la jeunesse.
- Chevalière de l'ordre national du Mérite.
- Chevalière de la Légion d'honneur le 1er janvier 2013[9].